# Ostrowite (województwo lubuskie)

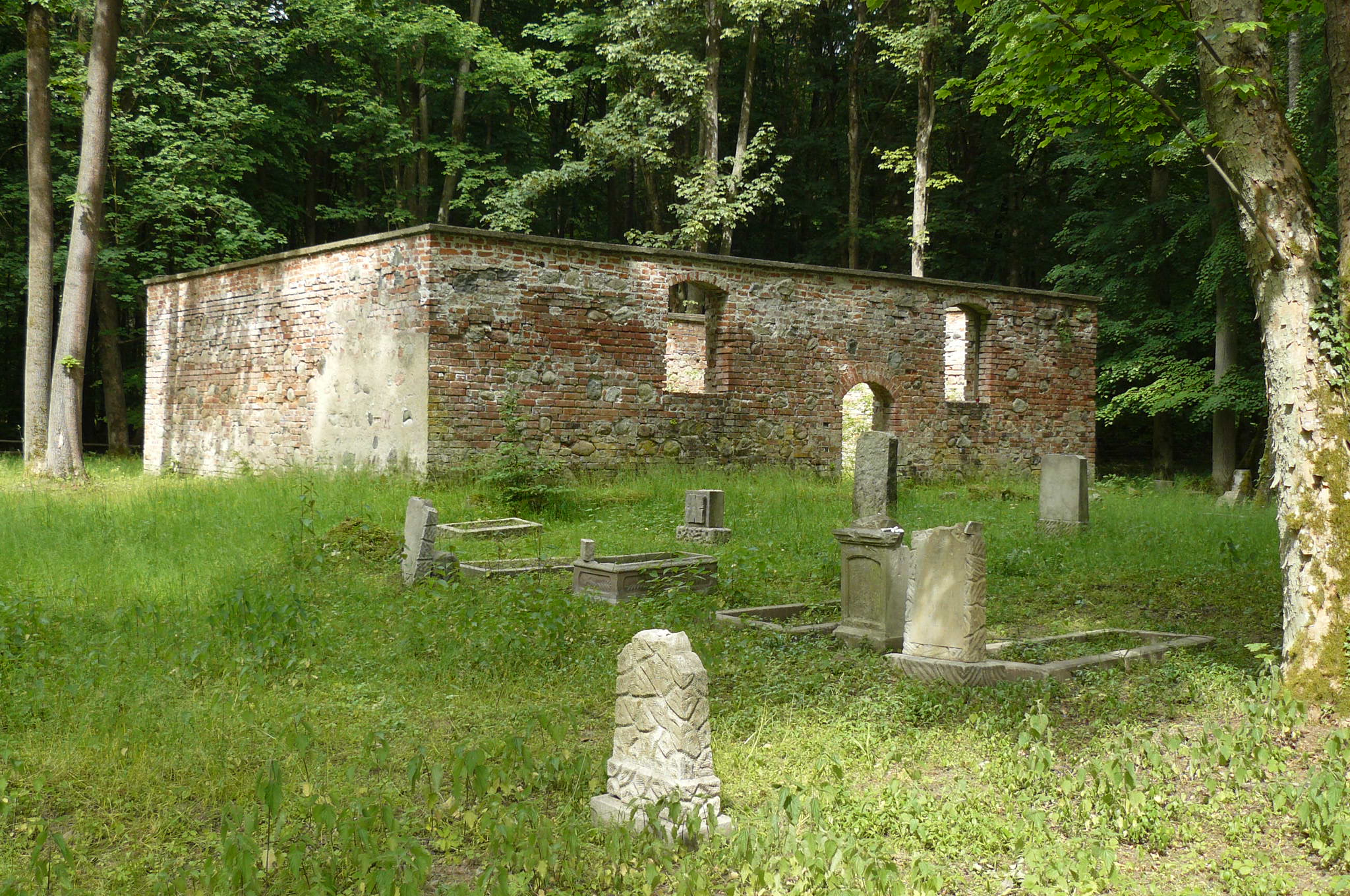
Ruiny kościoła z XVIII wieku i cmentarz

Ostrowite (niem. Werder) – osada w Polsce położona w województwie lubuskim, w powiecie strzelecko-drezdeneckim, w gminie Dobiegniew na obrzeżu Drawieńskiego Parku Narodowego.

## Zabudowa
Osada w całości znajduje się na terenie Drawieńskiego Parku Narodowego i jest przezeń administrowana. Stoją tu tylko cztery gospodarstwa, z których dwa to:
- Obwód Ochronny DPN Ostrowiec,
- Stacja Terenowa DPN[3].

Gospodarstwa, zwrócone kalenicami do drogi z Głuska, posiadają wysokie walory historyczne i architektoniczne, będąc przykładami typowej architektury tych ziem. Mają konstrukcję słupowo-ryglową (mur pruski) ze szkieletem z drewna sosnowego, wypełnionym cegłami, pokrytymi tynkiem wapiennym i pobielonymi. Stropy są drewniane z oknami typu wole oko. Przez środek osady przechodzi brukowana droga wysadzana klonami, tworzącymi malowniczą aleję. Aleja kończy się przy ruinach kościoła z XVIII wieku (same mury kamienno-ceglane), wokół którego rozlokowany jest cmentarz ewangelicki z pierwszej połowy XIX wieku (istniejące nagrobki pochodzą z lat 1861-1939). Wiele z nich ma kunsztowną formę ściętego pnia lub krzyża. Jeden z nagrobków posiada wyryte insygnia kowala (młot, cęgi i podkowę). 

## Historia
Osada powstała w 1588, podczas procesu intensywnej kolonizacji Puszczy Drawskiej. Od 1818 majątek ten nabyła rodzina von Sydow z pobliskiego Głuska. 
W latach 1975–1998 miejscowość administracyjnie należała do województwa gorzowskiego.

## Zabytki
Do wojewódzkiego rejestru zabytków wpisany jest:
- ruiny kościoła z XVIII wieku, XIX wieku.

## Turystyka
Osada jest punktem wyjściowym (parking) nad jeziora: Czarne i Ostrowite (ścieżka dydaktyczna). Niebieski szlak pieszy łączy ją m.in. z Człopą i Starym Osiecznem (poprzez inne szlaki).